# USS Colorado (SSN-788)
| «Колорадо»                 | «Колорадо»                                                                   | «Колорадо»                                                                   |
| -------------------------- | ---------------------------------------------------------------------------- | ---------------------------------------------------------------------------- |
| USS Colorado (SSN-788)     |                                                                              |                                                                              |
|                            |                                                                              |                                                                              |
|                            |                                                                              |                                                                              |
| Під прапором               | США                                                                          | США                                                                          |
| Спуск на воду              | 20 жовтня 2018 року                                                          | 20 жовтня 2018 року                                                          |
| Сучасний статус            | У строю                                                                      | У строю                                                                      |
| Проєкт                     |                                                                              |                                                                              |
| Тип ПЧ                     | Підводний човен атомний багатоцільовий з ракетами крилатими типу «Вірджинія» | Підводний човен атомний багатоцільовий з ракетами крилатими типу «Вірджинія» |
| Вартість                   | $1,8−2,5 млрд.                                                               | $1,8−2,5 млрд.                                                               |
| Основні характеристики     |                                                                              |                                                                              |
| Швидкість (надводна)       | вузлів (км/год)                                                              | вузлів (км/год)                                                              |
| Швидкість (підводна)       | 25-34 вузлів (46- 62км/год)                                                  | 25-34 вузлів (46- 62км/год)                                                  |
| Робоча глибина занурення   | 240 м                                                                        | 240 м                                                                        |
| Гранична глибина занурення | 500 м                                                                        | 500 м                                                                        |
| Автономність плавання      | діб                                                                          | діб                                                                          |
| Екіпаж                     | 100—120 осіб                                                                 | 100—120 осіб                                                                 |
| Розміри                    |                                                                              |                                                                              |
| Довжина найбільша (по КВЛ) | 114,9 м                                                                      | 114,9 м                                                                      |
| Ширина корпусу найб.       | 10,5 м                                                                       | 10,5 м                                                                       |
| Водотоннажність надводна   | 7800 т                                                                       | 7800 т                                                                       |
| Озброєння                  |                                                                              |                                                                              |
| Торпедно- мінне озброєння  | Носові: 4 ТА калібру 533-мм, (27 торпед Mk-48)                               | Носові: 4 ТА калібру 533-мм, (27 торпед Mk-48)                               |
| Ракетне озброєння          | 12 вертикальних ПУ ракет «Томагавк»                                          | 12 вертикальних ПУ ракет «Томагавк»                                          |

«Колорадо» (англ. USS Colorado (SSN-788)) - підводний човен типу «Вірджинія» III серії. Названий на честь штату Колорадо.

## Історія створення
Підводний човен «Колорадо» був закладений 7 березня 2015 року на верфі Electric Boat. Спущений на воду 29 грудня 2016 року. Човен вступив у стрій 17 березня 2018 року.